# Gusion
Na demonologia, Gusion, é o forte e Grande Duque dos infernos, e governa mais de quarenta (quarenta e cinco, de acordo com outros autores) legiões de demônios.
Ele diz a todos os passado, presente e futuro dos acontecimentos, mostra o significado de todas as perguntas que são feitas a ele, reconcilia amigos, e dá honra e dignidade.
Ele é retratado como um babuíno ou de acordo com alguns, sob a forma de um Xenophile.
Outras ortografias : Gusoin, Gusoyn.

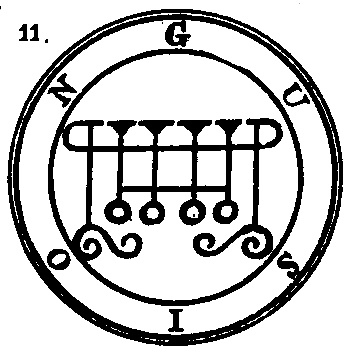
Selo de Gusion